# КК СЛУК Нанси баскет
КК СЛУК Нанси баскет (фр. SLUC Nancy Basket) је француски кошаркашки клуб из Нансија. СЛУК (SLUC) представља скраћеницу од Stade Lorrain Université Club. У сезони 2016/17. такмичи се у Про А лиги Француске.

## Историја
Клуб је основан 1967. године, а у највишем рангу такмичи се од 1994. Након што је три сезоне узастопно завршавао као вицешампион, 2008. године коначно осваја и прву титулу првака Француске, а исти успех понавља и 2011. Победник Купа „Недеља асова“ био је 2005, а у Суперкупу Француске тријумфовао је 2008. и 2011. године.
Највећи успех у европским такмичењима свакако је освајање последњег издања Купа Радивоја Кораћа 2002. године. У Евролиги је учествовао два пута, али није доспео даље од прве групне фазе. Највиши домет у Еврокупу био је пласман међу 16 најбољих.

## Успеси

### Национални
- Првенство Француске:
  - Првак (2): 2008, 2011.
  - Вицепрвак (3): 2005, 2006, 2007.

- Куп Француске:
  - Финалиста (3): 1997, 2009, 2014.

- Куп „Недеља асова“:
  - Победник (1): 2005.

- Суперкуп Француске:
  - Победник (2): 2008, 2011.

### Међународни
- Куп Радивоја Кораћа:
  - Победник (1): 2002.

## Учинак у претходним сезонама
| Сез.     | Првенство Француске | Куп Француске      | Куп лидера   | Европско такмичење       |
| -------- | ------------------- | ------------------ | ------------ | ------------------------ |
| 2004/05. | Вицепрвак           | ?                  | Победник     | -                        |
| 2005/06. | Вицепрвак           | ?                  | Полуфинале   | ФИБА Еврокуп - Топ 32    |
| 2006/07. | Вицепрвак           | Осмина финала      | Полуфинале   | УЛЕБ куп - Осмина финала |
| 2007/08. | Првак               | Четвртфинале       | Четвртфинале | УЛЕБ куп - Топ 54        |
| 2008/09. | Полуфинале ПО       | Финалиста          | Четвртфинале | Евролига - Топ 24        |
| 2009/10. | Четвртфинале ПО     | Четвртфинале       | Четвртфинале | Еврокуп - Топ 32         |
| 2010/11. | Првак               | Полуфинале         | Четвртфинале | Еврочеленџ - Топ 32      |
| 2011/12. | Четвртфинале ПО     | Четвртфинале       | Полуфинале   | Евролига - Топ 24        |
| 2012/13. | 14. место           | Шеснаестина финала | -            | Еврочеленџ - Топ 32      |
| 2013/14. | Полуфинале ПО       | Финалиста          | Четвртфинале | -                        |
| 2014/15. | Полуфинале ПО       | -                  | Полуфинале   | Еврокуп - Топ 32         |
| 2015/16. | 16. место           | Осмина финала      | -            | Еврокуп - Прва фаза      |
| 2016/17. | -                   | Осмина финала      | -            | -                        |

## Познатији играчи
- Никола Батим
- Елтон Браун
- Филип Виденов
- Сергеј Гладир
- Елмедин Кикановић
- Бранко Милисављевић
- Адријен Моерман
- Микаел Пјетрус
- Флоран Пјетрус
- Велибор Радовић
- Маркус Слотер
- Горан Ћакић